# آندژی سورین
آندژی تئودور سورین (لهستانی: Andrzej Teodor Seweryn؛ زادهٔ ۲۵ آوریل ۱۹۴۶) بازیگر و کارگردان فیلم اهل لهستان است.
از فیلم‌هایی که وی در آن نقش داشته‌است، می‌توان به سرنوشت‌های لهستانی، عزم راسخ ایرنا، کارگزار من، غیرمجازها، کرکس، کونگ-فو، گوش آقای رئیس، ملکه، هنرمندان، با آتش و شمشیر (فیلم)، با آتش و شمشیر (مجموعه تلویزیونی)، ناپلئون، تیم، روزها و شب‌ها، سلطان، گشت شبانه، لجن‌زار، فهرست شیندلر، کسوف کامل، مرد آهنین، هند و چین، دانتون، خانواده واپسین، پان تادئوش، شکنجه، انتقام، رز کوچک، روز محاصره: ۱۱ سپتامبر ۱۶۸۳ و سرزمین موعود اشاره کرد.
وی همچنین برندهٔ جوایزی همچون شوالیۀ لژیون دونور شده‌است.